# Svensktoppen 1964
Svensktoppen 1964

## Årets Svensktoppsmelodier 1964
| De första fyra veckorna registrerades inga poäng. De melodier som låg på listan då markeras med * |                                 |                               |       |              |
| Nr                                                                                                | Artist                          | Titel                         | Poäng | Antal veckor |
| 1                                                                                                 | Per Myrberg                     | Trettifyran*                  | 867   | 26           |
| 2                                                                                                 | Towa Carson                     | Jag måste ge mej av*          | 677   | 17           |
| 3                                                                                                 | Towa Carson & Lars Lönndahl     | Visa mej hur man går hem      | 451   | 12           |
| 4                                                                                                 | Anita Lindblom                  | Kom hit om du törs            | 380   | 13           |
| 5                                                                                                 | Yvonne Norrman                  | Jag marscherar vid din sida   | 372   | 10           |
| 6                                                                                                 | Siw Malmkvist & Umberto Marcato | Solsken, solsken*             | 214   | 11           |
| 7                                                                                                 | Hootenanny Singers              | Gabrielle                     | 288   | 8            |
| 8                                                                                                 | Sven-Ingvars                    | Fröken Fräken                 | 253   | 5            |
| 9                                                                                                 | Hootenanny Singers              | I lunden gröna                | 246   | 8            |
| 10                                                                                                | Siw Malmkvist                   | För sent skall syndaren vakna | 218   | 5            |

Kommentarer:
Uppgift saknas om melodiernas poäng för årets 4 första listor. Detta påverkar dock inte placeringen för de 2 låtarna i topp fast dessa härigenom har tappat poäng från 4 respektive 3 listor. Dessa 2 låtar var "outstanding" under året och det framgår tydligt ändå. Den enda melodi som har påverkats av de saknade poänguppgifterna är Solsken solsken som uppskattningsvis har fått ca 130 poäng mer än vad som redovisas här, därav placeringen på 6:te plats på denna lista vilken bör vara en riktig placering. 
Observera att detta år bara är "halvt". Programmet starade först sista veckan i juni eftersom det hade lagts ned året innan till följd av en artiststrejk som utbröt den 1 december 1963.